# Gibbaeum album
Gibbaeum album (лат.) — вид суккулентных растений рода Гиббеум (Gibbaeum), семейства Аизовые (Aizoaceae), естественно произрастающий на территории Капской провинции Южно-Африканской Республики.

## Описание
Gibbaeum album — карликовый, компактный суккулент с редковетвистым стеблем, формирующим комки, обладающим серовато-белыми сросшимися парами листьев. Растение всегда растет над землей.

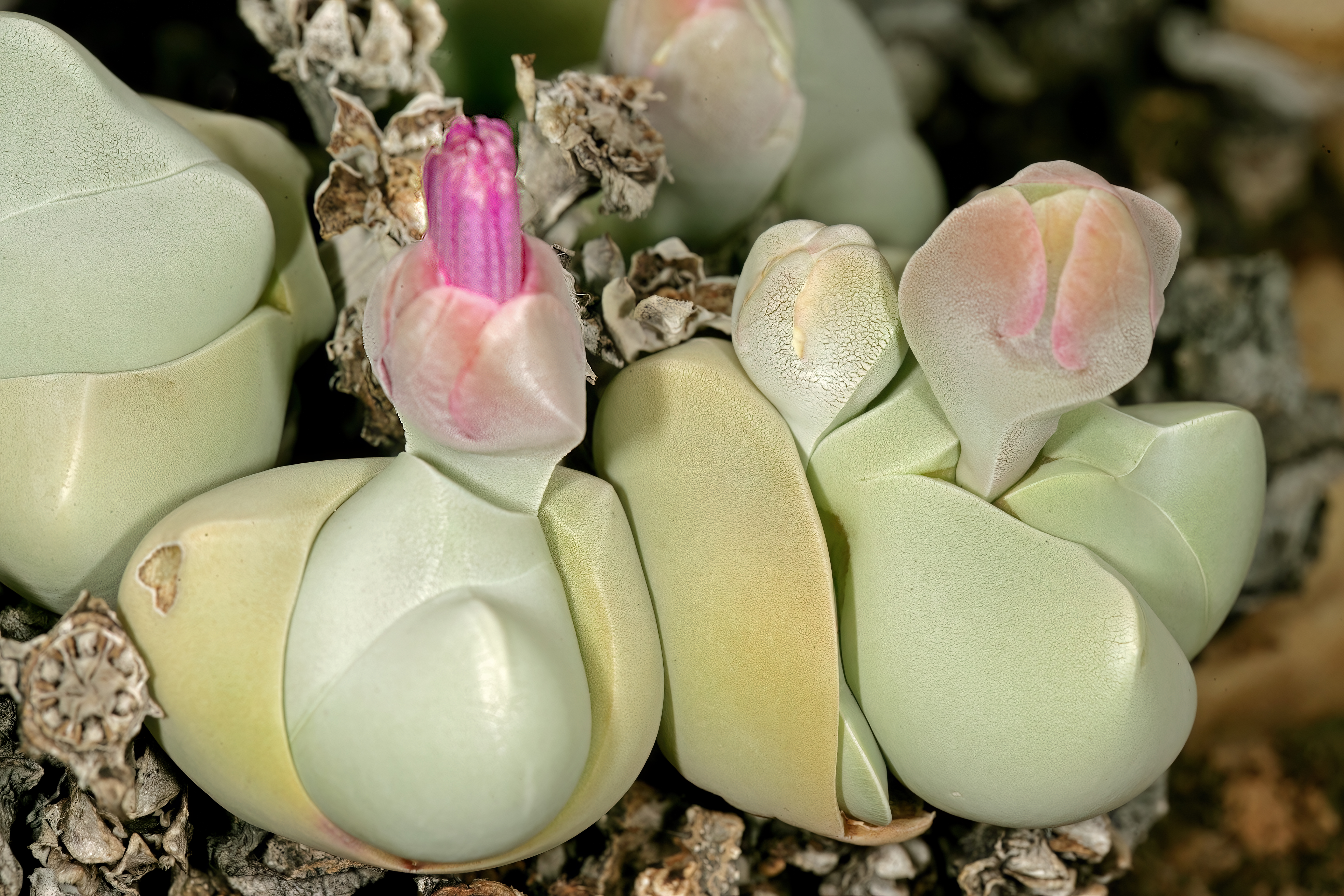
Цветение

Листья достигают высоты до 2,5 см, состоят из двух пар, неравные и асимметричные (один из них длиннее). Листья формируют выступающий, слегка треугольный и скошенный килеватый «подбородок», в основном сливающийся друг с другом. Окрас листьев варьирует от мелово-белого до серовато-белого металлического цвета, но без блеска из-за коротких, разветвленных волосков, покрывающих их поверхность. Листья данного растения схожи с листьями Argyroderma congregatum и Antimima dualis.
Цветки ромашковидные, белые, изменяют оттенок от розового до темно-фиолетового, длиной до 30 мм, на цветоножке длиной от 5 до 15 мм. Лепестки постепенно переходят в бело-розоватые нитевидные стаминодии. Сезон цветения приходится на лето и длится продолжительное время.

## Распространение
Вид ограничен географически и обитает на северных склонах горы Лангеберх, на территории менее 5 км².
Существует серьезная угроза его вымирания из-за строительства дорог, незаконного сбора растений для коммерческой торговли как специализированных суккулентных культур, а также из-за вытаптывания скотом. Это создает критическую ситуацию, которая требует внимания и мер по сохранению данного вида.

## Таксономия
Gibbaeum album N.E.Br., первое упоминание в Gard. Chron., ser. 3, 79: 215. 1926.

### Синонимы
- Gibbaeum album var. roseum N.E.Br.
- Gibbaeum album f. album
- Gibbaeum album f. roseum (N.E.Br.) G.D.Rowley